# Justin Keating
Justin Keating (n. 7 ianuarie 1930, Dublin – d. 31 decembrie 2009) a fost un om politic irlandez, membru al Parlamentului European în 1973 din partea Irlandei.
1. ↑  Justin Pascal Keating, Dictionary of Irish Biography
2. 1 2 3   https://www.oireachtas.ie/en/members/member/Justin-Keating.D.1969-07-02 Lipsește sau este vid: |title= (ajutor)